# Nationalratswahl in Österreich 2002
- SPÖ: 69
- GRÜNE: 17
- FPÖ: 18
- ÖVP: 79

- Regierung: 97
- Opposition: 86

Die Nationalratswahl am 24. November 2002 war die 22. in der Geschichte Österreichs. Klarer Wahlsieger war die ÖVP, die zum ersten Mal seit der Nationalratswahl 1966 stimmenstärkste Partei wurde. Die FPÖ bekam nur noch gut ein Drittel des Stimmenanteils im Vergleich zur letzten Wahl. ÖVP und FPÖ zusammen, deren Koalition oft als „Schwarz-blaue Regierung“ bezeichnet wird, verloren leicht; SPÖ und Grüne konnten ein wenig von den Stimmenverlusten der FPÖ profitieren.

## Politische Vorgeschichte
Seit der Nationalratswahl im Jahr 1999 waren nur noch vier Parteien im österreichischen Nationalrat vertreten. Erstmals in der Geschichte der Zweiten Republik gab es eine Koalitionsregierung zwischen FPÖ und ÖVP, die jedoch vorerst nur zweieinhalb Jahre halten sollte.
Aufgrund des Zerbrechens der FPÖ-ÖVP-Koalition im Herbst 2002 infolge des außerordentlichen Knittelfelder FPÖ-Parteitages beschloss der Nationalrat seine Auflösung. Unmittelbar nach dem Parteitag, der sich gegen die Politik der schwarz-blauen Koalition richtete, war es zum Rücktritt der Vizekanzlerin Susanne Riess-Passer, des Finanzministers Karl-Heinz Grasser, Peter Westenthalers und anderer freiheitlicher Minister und Funktionäre gekommen.

## Endergebnis
| Wahlberechtigte    | 5.912.592 |
| abgegebene Stimmen | 4.982.261 |
| Wahlbeteiligung    | 84,27 %   |
| ungültige Stimmen  | 72.616    |
| gültige Stimmen    | 4.909.645 |

| Wahlwerber                                   | Stimmen   | Anteil  | Anteil   | Anteil    | Mandate | Mandate |
| Wahlwerber                                   | Stimmen   | 2002    | ±        | Differenz | 2002    | ±       |
| -------------------------------------------- | --------- | ------- | -------- | --------- | ------- | ------- |
| Österreichische Volkspartei (ÖVP)            | 2.076.833 | 42,30 % | +15,39 % | +833.161  | 79      | +27     |
| Sozialdemokratische Partei Österreichs (SPÖ) | 1.792.499 | 36,51 % | +3,36 %  | +260.051  | 69      | +4      |
| Freiheitliche Partei Österreichs (FPÖ)       | 491.328   | 10,01 % | −16,9 %  | −752.759  | 18      | −34     |
| Die Grünen – Die Grüne Alternative (GRÜNE)   | 464.980   | 9,47 %  | +2,53 %  | +122.720  | 17      | +3      |
| Liberales Forum (LIF)                        | 48.083    | 0,98 %  | −2,67 %  | −120.529  | 0       | ±0      |
| Kommunistische Partei Österreichs (KPÖ)      | 27.568    | 0,56 %  | +0,08 %  | +5.552    | 0       | ±0      |
| Christliche Wählergemeinschaft (CWG)         | 2.009     | 0,04 %  | −0,01 %  | −1.021    | 0       | ±0      |
| Sozialistische Linkspartei (SLP)             | 3.906     | 0,08 %  | n.k.     | +3.906    | 0       | –       |
| Die Demokraten                               | 2.439     | 0,05 %  | n.k.     | +2.439    | 0       | –       |

n.k. = nicht kandidiert

## Ergebnisse in den Bundesländern
Hier werden die Ergebnisse in den Bundesländern aufgelistet.
| Partei | B    | K    | N    | O    | S    | St   | T      | V    | W    |
| ------ | ---- | ---- | ---- | ---- | ---- | ---- | ------ | ---- | ---- |
| ÖVP    | 42,2 | 30,5 | 47,8 | 42,6 | 46,6 | 44,6 | 51,9   | 49,2 | 30,6 |
| SPÖ    | 45,8 | 38,3 | 36,8 | 37,0 | 30,8 | 37,0 | 24,5   | 20,1 | 43,7 |
| FPÖ    | 06,4 | 23,6 | 06,9 | 10,4 | 10,7 | 09,6 | 009,97 | 13,0 | 08,0 |
| GRÜNE  | 04,7 | 06,2 | 07,2 | 08,7 | 10,4 | 07,0 | 11,6   | 14,5 | 15,1 |
| LIF    | 00,4 | 00,8 | 00,8 | 00,8 | 01,1 | 01,0 | 01,5   | 01,6 | 01,2 |
| KPÖ    | 00,2 | 00,5 | 00,5 | 00,5 | 00,4 | 00,9 | 00,6   | 00,4 | 00,6 |
| CWG    |      |      |      |      |      |      |        | 01,0 |      |
| SLP    |      |      |      |      |      |      |        |      | 00,5 |
| Dem    |      |      |      |      |      |      |        | 00,2 | 00,2 |

## Folgen
| Parteien                            | Sitze |
| ----------------------------------- | ----- |
| Zweidrittelmehrheit (ab 122 Sitzen) |       |
| ÖVP, SPÖ                            | 148   |
| Absolute Mehrheit (ab 92 Sitzen)    |       |
| ÖVP, FPÖ                            | 97    |
| ÖVP, Grüne                          | 96    |
| Sitze gesamt                        | 183   |

Bundeskanzler Wolfgang Schüssel und seine ÖVP ließen nach der Wahl Monate mit so genannten Vorgesprächen mit den drei anderen Parteien vergehen. Im Jänner 2003 kam es zu Sondierungsgesprächen mit der SPÖ, jedoch scheiterten diese an den zu konträren Auffassungen beider Parteien ebenso wie die Koalitionsverhandlungen zwischen ÖVP und den Grünen. Am 28. Februar 2003 einigten sich ÖVP und FPÖ auf eine Fortsetzung der schwarz-blauen Koalition und die Bundesregierung Schüssel II nahm ihre Arbeit auf. Die FPÖ musste auf mehrere Ministerposten verzichten.
Im Frühjahr 2005 kam es dann zu einer Spaltung der FPÖ, wobei alle ihre Regierungsmitglieder und führende Vertreter wie Jörg Haider das Bündnis Zukunft Österreich (BZÖ) gründeten und die ÖVP die Koalition mit der neuen Partei an Stelle der FPÖ fortsetzte.